# Nagelzange

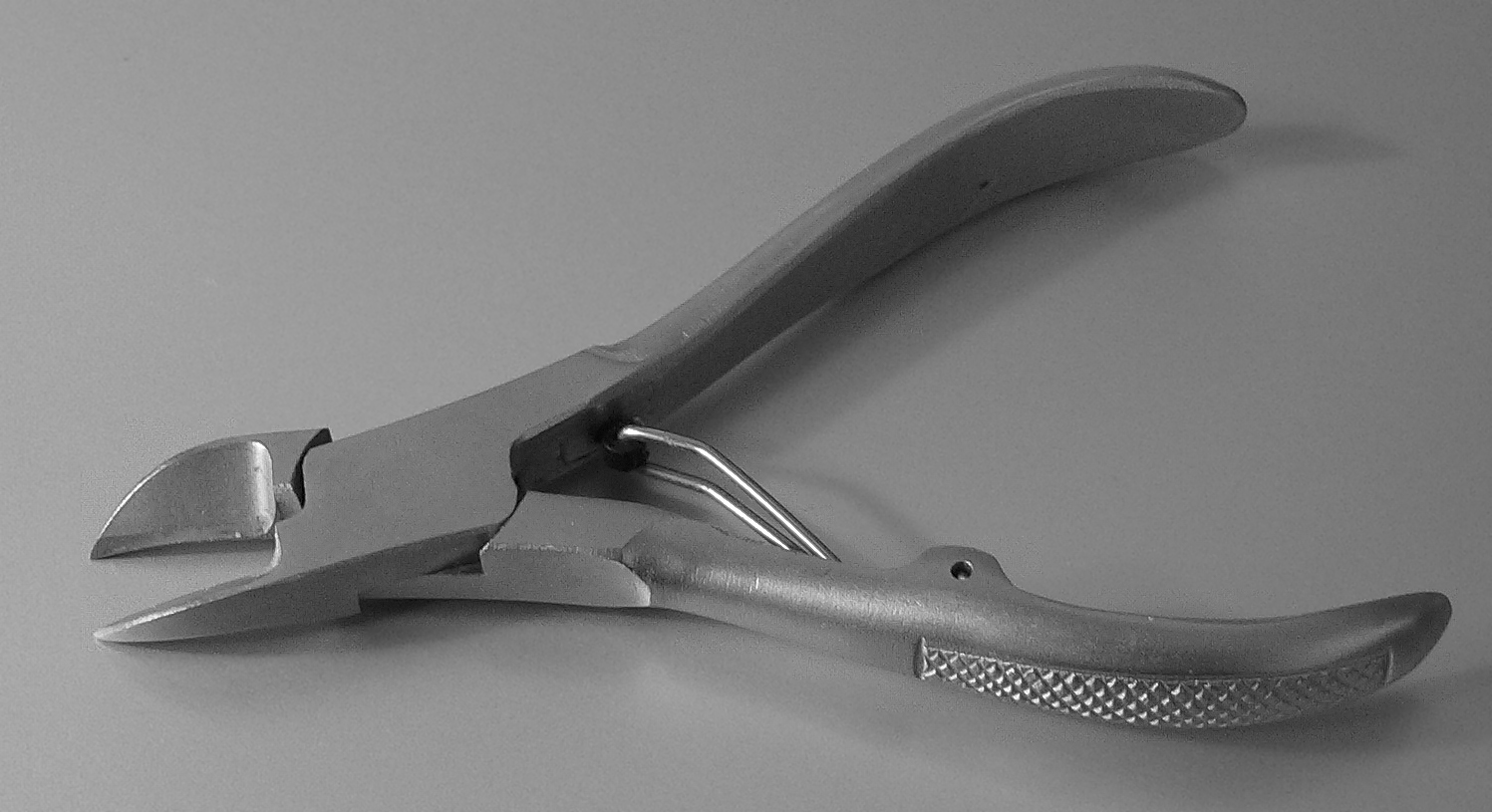
Nagelzange

Die Nagelzange ist ein Gerät zum Schneiden der  Fuß- und Fingernägel. 
Sie wird bevorzugt zum kraftvollen Abtrennen dickerer Nägel angewandt. Dies wird im Gegensatz zur Nagelschere nicht mittels Scherschneiden, sondern mittels Keilschneiden erreicht. Die längeren Zangenarme sorgen dafür, dass eine gute Hebelwirkung bei der Kraftübertragung erreicht wird, die Kraftaufbringung selbst wird außerdem dadurch erleichtert, dass die Zange mit der ganzen Hand umschlossen werden kann. Damit man dabei nach einem Schneidvorgang nicht umgreifen muss, um die geschlossene Zange wieder zu öffnen, besitzen viele Nagelzangen eine elastische Feder oder Spange zwischen den Zangenarmen, die sich bei fehlendem Druck rückverformt und die Zange wieder aufspreizt.